# 石井四郎
石井 四郎（いしい しろう、1892年（明治25年）6月25日 - 1959年（昭和34年）10月9日）は、日本の陸軍軍人（軍医将校）、医師。最終階級は陸軍軍医中将。功四級、医学博士。岳父は荒木寅三郎（細菌学者、京都帝国大学総長）。関東軍防疫給水部の本部は、731部隊の通称で日本陸軍の細菌戦研究部隊であったと語り伝えられるが、その731部隊の創設者であり、長らくその部隊長を務めた。

## 経歴
千葉県山武郡千代田村大里加茂（現・芝山町）の地主兼醸造家である石井桂の四男として生まれる。父はもともと繭の仲買人で成功、高利貸も行ない、地主となったが、酒・醤油の醸造、繭の仲買に失敗、石井四郎がヨーロッパ視察に出向いた頃、家運が傾いたという。千葉中学校（現・千葉県立千葉中学校・高等学校）、第四高等学校（金沢市）を経て、1920年（大正9年）3月、京都帝国大学医学部を卒業。指導教官は清野謙次。兄2人は獣医で、家業が傾くと、石井四郎は家族を全て満洲に呼びよせ、兄2人も731部隊に関係した。
1921年（大正10年）4月、陸軍二等軍医（中尉相当官）に任官し、近衛歩兵第三連隊附。同年8月、東京第1衛戍病院（戦後は厚生省に引き継がれ、現・国立国際医療研究センター）。1924年（大正13年）4月から1926年（大正15年）3月、京都帝国大学大学院に派遣される。大学院時代に微生物学教室の向かいにあった京大総長の荒木寅三郎の官舎を毎日訪ねてはその娘の浩子との結婚を懇請し、結婚に至った。1924年（大正13年）、陸軍一等軍医（大尉相当官）に進級。1926年（大正15年）4月、京都衛戍病院（戦後は厚生省に引き継がれ、現・国立病院機構京都医療センター）。
1927年（昭和2年）7月、京都帝国大学から医学博士の学位を授与される。博士論文は「グラム陽性双球菌について」。1928年（昭和3年）4月 から1930年（昭和5年）4月、欧米出張。1930年（昭和5年）8月、陸軍三等軍医正（少佐相当官）に進級。陸軍軍医学校教官。これを機に、細菌戦研究の機関設立のための行動を開始、陸軍省幹部に説いて廻り始めた。満州事変が起きた1932年（昭和7年）1月20日に訪問した関東軍参謀本部作戦課員の遠藤三郎との親交を通じて関東軍の参謀本部では石井の主張が支持を得るようになっていった。同年8月、陸軍兵器本部附 兼 陸軍軍医学校附（防疫研究室）。1933年（昭和8年）4月、陸軍軍医学校部員、同年9月、防疫研究室主幹。1935年（昭和10年）8月、陸軍二等軍医正（中佐相当官）に進級。
1936年（昭和11年）8月、陸軍兵器本部附（被仰 関東軍防疫部長）。1937年（昭和12年）2月、陸軍武官官等表の改正により陸軍軍医中佐。1938年（昭和13年）3月、陸軍軍医大佐に進級。1939年（昭和14年）4月、兼 参謀本部附。同月から1941年（昭和16年）1月まで、兼 中支那派遣軍防疫給水部長。
当時としては珍しい180センチほどの堂々たる体格で、その長身で自信に満ちた話し方をされると、迫力があったという。また、開発した浄水器について相手の目前で自ら出した小水をろ過して飲むというデモンストレーションを好んで行い、その性能をアピールしたという（実施には素焼きの土器を使った浄水器なので、細菌を無菌にすることはできるが、見た目はきれいになっても小型ビールスには効果がない。）。

### ノモンハン事件
1939年（昭和14年）5月11日、ノモンハン事件が勃発すると、関東軍防疫部長として出動。7月8日から10日間、海拉爾・将軍廟方面にて防疫給水部隊を指導。石井四郎自身が開発した石井式濾水機などを装備した防疫給水隊を現地へ派遣し、部長の石井大佐自身も現地へ赴いた。10月1日、ノモンハン事件での防疫給水への貢献が評価され、石井が長を務める関東軍防疫部は、第6軍司令官の荻洲立兵中将から部隊感状を授与され（衛生部隊としては史上初）、石井の顔写真付きで新聞報道された。

### 関東軍防疫給水部（731部隊）長以降
1940年（昭和15年）8月、関東軍防疫給水部長 兼 陸軍軍医学校教官。関東軍防疫給水部は、帝国陸軍の慣習により、部隊長の名を冠した「石井部隊」の通称名で呼ばれた。
1941年（昭和16年）3月、陸軍軍医少将に進級。同年4月、陸軍の全部隊に通称号が導入されたのに伴い、関東軍防疫給水部本部に「満洲第731部隊」の通称号が割り当てられる。同年11月、陸軍技術有功章を受章。1942年（昭和17年）8月、第1軍軍医部長。1943年（昭和18年）8月、陸軍軍医学校附。山西省蕗安陸軍病院の軍医だった湯浅謙の記憶によれば、731部隊長を奉天陸軍病院教官だった北野政次に一時譲る形で北支第一軍の軍医部長として太原に来たのは1943年初めで、湯浅は、石井が強引に参謀本部に予算を要求するので左遷されたという噂等を耳にしたという。
1945年（昭和20年）3月、陸軍軍医中将に進級。関東軍防疫給水部長に再任。同年5月、満洲第731部隊は「満洲第25202部隊」と改称された。同年8月、ソ連軍の侵攻により、内地へ帰還した。同年12月、予備役編入。

## 戦後
極東国際軍事裁判（東京裁判）において戦犯容疑を問われたが、詳細な研究資料を提供したため、GHQのダグラス・マッカーサー最高司令官とチャールズ・ウィロビー少将の協議によって訴追を免れたという。石井は連合軍の追及を恐れて、千葉の実家で偽の葬儀まで出した。1999年4月23日放送された朝日放送の「驚きももの木20世紀」の「闇に消えた七三一部隊　石井四郎の罪と罰」によれば、当初米軍は石井の人体実験について知らず、単に日本の細菌兵器研究の水準・内容を知ろうという程度のもので紳士的で、ついで東京裁判のさなかに石井の部下らを逮捕して人体実験について知ったソ連側から米国側はこれを知らされ、情報を独占するため秘密裡にともに取調べることを持ちかけられて米国側は応じたものの、既に石井と親密になっていた米国側はソ連側の取調べの前には石井と出す情報の打合せを行う有り様であったという。そのような中で、石井は自身の持つ情報の価値に気付き、米国側と取引して免責を得たとされる。731部隊関係者は石井の家に退職金を取りに行き、実際に金銭を受け取れたとされ、この金の出所は米軍ではないかとする説もある。金銭を独り占めにはしなかったが、口止め料の意味もあったのではないかともいう。
公職追放の対象者となり、娘によれば新宿区内で医院を開業し近隣の住民が怪我や病気になると無償で診療を行ったという。一方で、周りが焼け跡の中に石井の大きな屋敷が残っていたため、ダンスホールを経営していたとの証言や、後に一度姿を消した際には、若松荘という旅館を経営していたとする報道や、数日にわたって石井が家を空けるのはよくあることと家族らが述べる等、実際に本格的に医院を開業していたかについては疑わしい節がある。1948年（昭和23年）帝銀事件の発生後、警視庁の捜査本部に呼ばれ、使用毒物や犯人の心当たりについて意見を述べた。その後1948年（1949年末とも）から1957年にかけて消息が途絶えている。これについて、朝鮮戦争で米軍の細菌戦に協力するため石井ら元日本軍細菌部隊関係者が朝鮮半島に渡ったとの北京放送のニュースがパリで傍受され、さらに、中国の人民日報（1952年5月22日付け）には米軍の細菌戦に協力したとの記事が出た他、新華社通信から世界的に報じられているが、この時期の実際の活動についてははっきりしない。1958年に再び姿を現し、朝日放送の「驚きももの木20世紀」の「闇に消えた七三一部隊　石井四郎の罪と罰」によれば、元731部隊の少年軍属らの同窓会に招かれたとき、諸君らは731部隊にいた為に迷惑されたことだろう、しかし国家を救う研究機関にいたことを誇りに思ってもらいたい、私はいずれ時期が来ればこのことを世界に発表する心づもりであると、自信に満ちたスピーチを述べたという。元731部隊時に部下であった内藤良一が日本ブラッドバンク（後のミドリ十字）を設立したことから、雇ってくれるよう依頼したこともあるが、内藤は「北野政次さん（同じ731部隊の2代目部隊長）は謙虚な人だったので、工場長になってもらったが」として、石井の性格面から断ったことを、科学史家の常石敬一に述べている。
近所の寺で禅問答に明け暮れ、晩年にはキリスト教に入信したとされる。秦郁彦は、石井は死の直前に旧知のヘルマン・ホイベルス神父から洗礼を受けたとし、西里扶甬子はその旨、石井の長女から証言を得ている。ただし、ジャーナリストの青木冨貴子がヘルマン・ホイベルス神父の属した聖イグナチオ教会に問い合せたところ、石井の洗礼に関しての公式記録はなかったため、正式な洗礼ではなかった可能性が高い。
1959年（昭和34年）10月9日、喉頭癌のため国立東京第一病院で死去（67歳没）。葬儀は月桂寺で行われ、葬儀委員長は北野政次（第2代・関東軍防疫給水部長）が務めた。戒名は忠誠院殿大医博学大居士。2003年（平成15年）、青木冨貴子により、石井本人が1945年に書いた大学ノート二冊に及ぶ「終戦メモ」が発見された。

## 栄典
- 功四級金鵄勲章
- 陸軍技術有功章

## 登場作品
映画
- 『黒い太陽七三一』（香港、演：王剛）
  1. 黒い太陽七三一 戦慄!石井七三一細菌部隊の全貌（1988年）
  2. 黒い太陽七三一II 悪魔の生態実験室（1992年）
  3. 黒い太陽七三一III 石井細菌部隊の最期（1993年）

マンガ
- 『龍-RON-』（日本、村上もとか著、1991年 - 2006年）